# Bermuda Stock Exchange
Bermuda Stock Exchange – giełda papierów wartościowych z siedzibą w Hamilton na Bermudach. Założona w 1971 r. jako lokalny rynek kapitałowy, w 1992 przemianowana na spółkę nastawioną na generowanie zysku.
Według stanu na dzień 17 kwietnia 2015, na giełdzie notowanych jest 717 instrumentów a całkowita kapitalizacja w 2014 roku wyniosła 455 milionów dolarów.